# Elusimicrobiota
Phylum
Synonymes
- Elusimicrobiota Whitman et al. 2018
- Elusimicrobia Geissinger et al. 2009
- Elusimicrobaeota Oren et al. 2015

Les Elusimicrobiota (ex Elusimicrobia) sont un phylum du règne des Pseudomonadati au sein du domaine Bacteria. Son nom provient de Elusimicrobium qui est le genre type de ce phylum.
Ce sont des bactéries anaérobies strictes à Gram négatif de la flore intestinale d'insectes et de mammifères, qui ont d'abord été décrites comme « Termite Group 1 » car isolées de l'espèce de termites Reticulitermes speratus au Japon.

## Historique
Les Elusimicrobiota ont d'abord été connues sous le nom de « Termite Group 1 (TG1) » avec l'identification de bactéries de la flore intestinale de 300 termites de l'espèce Reticulitermes speratus prélevées au Japon en juillet 1994 à proximité de la ville d'Ogose dans la préfecture de Saitama mais qui n'ont pas pu être cultivées.
La caractérisation des bactéries de ce groupe TG1 a été améliorée par une équipe du Max Planck Institute en collaboration avec la Philipps University de Marbourg. En 2009 à la suite de la description du genre Elusimicrobium sur la base d'une souche bactérienne isolée de la flore intestinale du coléoptère Pachnoda ephippiata, ils ont nommé ce groupe TG1 sous le nom de Elusimicrobia en tant que nouveau phylum. Publié de manière non valide, ce taxon a été republié en 2021 pour se conformer aux règles de nomenclature de l'ICSP et renommé par Oren et Garrity Elusimicrobiota. L'autorité de nomenclature a été délibérément maintenue à Geissenger mais avec la nouvelle date de publication.

## Taxonomie

### Étymologie
L'étymologie du phylum Elusimicrobiota est la suivante : E.lu.si.mi.cro.bi.o’ta N.L. neut. n. Elusimicrobium, genre type du phylum; N.L. neut. pl. n. suff. -ota, suffixe utilisé pour définir un phylum; N.L. neut. pl. n. Elusimicrobiota, le phylum des Elusimicrobium,.

### Phylogénie
Les analyses phylogéniques de la séquence ARNr 16S de la souche Pei191 (souche type de l'espèce Elusimicrobium minutum) ont permis de montrer qu'elle se retrouve dans la même lignée phylogénétique que le phylum TG1. Lors de cette description originale, seuls étaient inclus dans cette lignée phylogénique, la nouvelle espèce E. minnutum, le genre «Candidatus Endomicrobium» devenu depuis le genre Endomicrobium et des bactéries non cultivées du groupe TG1.

## Liste des classes
Selon la LPSN (30 avril 2025), ce phylum contient deux classes :
- Elusimicrobia Geissinger et al. 2010, comprend le genre type du phylum
- Endomicrobiia corrig. Zheng et al. 2018 qui avait été mal nommé Endomicrobia

## Description

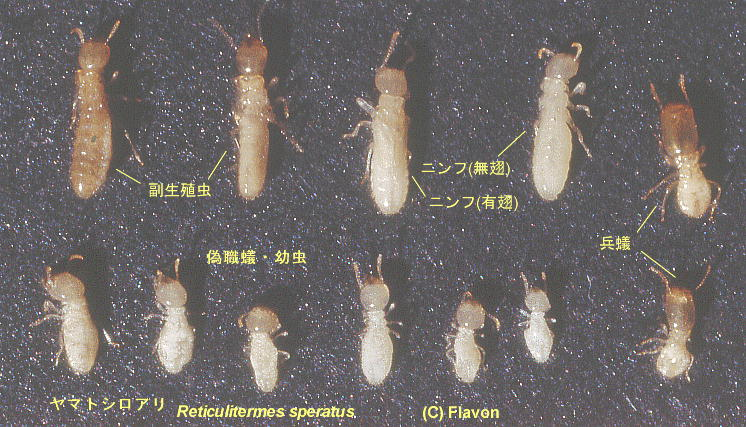
La termite japonaise Reticulitermes speratus hôte des bactéries du groupe TG1

Le phylum Elusimicrobiota est formé de bactéries anaérobies strictes à Gram négatif et un métabolisme purement de fermentation.

## Habitat
Les bactéries du phylum Elusimicrobiota sont des habitants commensaux des intestins d'insectes tels les termites et les coléoptères mais aussi de mammifères comme les vaches et les chimpanzés.